# Little Chute (Wisconsin)
Little Chute es una villa ubicada en el condado de Outagamie en el estado estadounidense de Wisconsin. En el Censo de 2010 tenía una población de 10.449 habitantes y una densidad poblacional de 730,87 personas por km².

## Geografía
Little Chute se encuentra ubicada en las coordenadas 44°17′22″N 88°18′59″O / 44.28944, -88.31639. Según la Oficina del Censo de los Estados Unidos, Little Chute tiene una superficie total de 14.3 km², de la cual 13.37 km² corresponden a tierra firme y (6.45%) 0.92 km² es agua.

## Demografía
Según el censo de 2010, había 10.449 personas residiendo en Little Chute. La densidad de población era de 730,87 hab./km². De los 10.449 habitantes, Little Chute estaba compuesto por el 94.83% blancos, el 0.75% eran afroamericanos, el 0.7% eran amerindios, el 0.85% eran asiáticos, el 0.04% eran isleños del Pacífico, el 1.51% eran de otras razas y el 1.32% pertenecían a dos o más razas. Del total de la población el 3.13% eran hispanos o latinos de cualquier raza.